# يوم القصيبة
يوم القصيبة؛ هو أحد أيام العرب التي تواجه فيها بنو عدي من الرباب وبني امرؤ القيس بن زيد مناة بن تميم.

## نبذة
تواجه بنو عدي وبنو امرؤ القيس بن زيد مناة في قرية تدعى القصيبة من مساكن بني امريء القيس، وانتهت المعركة بانتصار بنو عدي.
قال حينها الشاعر ذو الرُّمة: 

## التشابه
يتشابه يوم القصيبة مع يوم آخر للعرب بنفس الإسم لكن باختلاف طرفي المعركة، فقد حدث يوم القصيبة الآخر ما بين عمرو بن هند ملك الحيرة وبنو تميم.